# Lego Loco
Lego Loco是一款1998年11月面向Microsoft Windows平台发布的樂高品牌虚拟世界游戏，为一款简单的开放式建造沙盒游戏，亮点是构建鐵路運輸网络。游戏目的是建造一个樂高迷你人型可以居住的城镇。这是樂高集團出版部门Lego Media发行的第一款游戏。

## 游戏玩法
游戏开始时玩家会获得一个乐高玩具盒，可以从列表中选择不同部件然后直接放入游戏提供的空间。玩家可以放置道路、铁路线、车站、十字路口、建筑物、自然风景等。
要开始模拟，玩家必须关闭玩具盒，然后小镇就会启动。玩家可以再次打开玩具盒做更改、保存小镇或开启一个新小镇。不久后，樂高迷你人型会移动到已提供的房屋（如有），玩家可以拿起和放置它们到其他地方，但放置的位置会影响乐高人物的情绪。
玩家可以使用火车房（机棚）使铁路线上有火车运行。如果火车有客车车厢，则将车站旁停靠。玩家可以控制火车的速度和方向，还可在火车上添加邮车使其停靠邮局并携带玩家制作的明信片。火车也可穿过玩家放置在地图边缘的隧道，有些隧道可与其他玩家交换明信片（需提前设置网络）。

## 媒体评价
| 媒体                | 得分 |
| ------------------- | ---- |
| The Daily Telegraph | 4/5  |

Lego Loco受到媒体的普遍好评，并取得了CODIE软件出版商协会卓越软件奖（最佳新策略和模拟软件）和PIN质量标志金奖（家长信息网络） 
《洛杉磯時報》的亚伦·柯蒂斯则评论表示：“Lego Loco一团糟。它想为孩子们提供一条可以建造和运行的虚拟铁路。但他们得到一款让我想把自己绑在铁轨上的游戏。”